# دارال ایم‌هاف
دارال ایم‌هاف (انگلیسی: Darrall Imhoff؛ زاده ۱۱ اکتبر ۱۹۳۸ - درگذشته ۳۰ ژوئن ۲۰۱۷) یک بازیکن بسکتبال اهل ایالات متحده آمریکا بود. از باشگاه‌هایی که در آن بازی کرد می‌توان به نیویورک نیکس، و پورتلند تریل بلیزرز اشاره کرد.